# Dudum in generali concilio
Mit der Päpstlichen Bulle Dudum in generali concilio (lateinisch Lange nach dem allgemeinen Konzil) vom 31. Dezember 1312 behandelte Papst  Clemens V. erneut die Vermögensverteilung des von ihm verbotenen Templerordens, erteilte Ausführungsbestimmungen und rief zur Einheit und Gerechtigkeit auf.

## Exhortatio
In der vorangestellten Exhortatio stellt der Papst erneut fest, dass auf dem Konzil von Vienne der Templerorden aufgelöst worden sei (siehe Vox in excelso). Des Weiteren seien alle Güter dem Orden vom Spital des heiligen (St.) Johannes zu Jerusalem übertragen worden (siehe Ad providam). Ausgenommen davon seien die Ordensabteilungen in den Königreichen Kastilien, Aragon, Portugal und Mallorca, die unter der direkten Aufsicht des Papstes stünden.
Erneut betonte er, dass die Reformen und Umstrukturierungen nun vorankommen müssten, aber der Heilige Stuhl sehe noch keine Erfolge, weswegen wieder auf die erlassenen Dekrete und päpstlichen Schreiben verwiesen wird. Clemens V. mahnt an, dass  weitere Streitigkeiten verhindert werden sollen und man alsbald zu einer dauerhaften Einheit gelangen möge. Deshalb stelle er nun drei Forderungen an die beteiligten Parteien.

## Forderungen
Clemens V. legte in dieser Bulle deutliche Ausführungsbestimmungen fest und wollte dadurch vermeiden, dass die Vermögensaufhebung des Templerordens weiter verzögert würde. Darüber hinaus hatte er wohl erkannt, dass der französische König, der Adelsstand und einige Bischöfe in Frankreich sich das Vermögen der Templer aneignen wollten.
Der Papst stellte eindeutige Forderungen (Auszug) auf:
1. Aufstellung einer Inventarliste aller Güter mit Wertangabe sowie eine Personalaufstellung über alle Ordensritter, aufgeschlüsselt nach aktiven, einsatzfähigen und pensionierten Mitgliedern. Meldung aller jungen Ordensritter, die für eine Verwendung im Heiligen Land vorgesehen werden können.
2. Durch die Bischöfe Frankreichs, die noch im Besitz von Gütern des Templerordens seien, sollen alle bisher vergebenen Privilegien angezeigt werden, überflüssige oder unrechtmäßig erworbene Privilegien werden abgeschafft. Ungeklärte Gebietsansprüche sollen aufgeklärt und ordnungsgemäß zugeteilt werden.
3. Festlegung der Steuereinnahmen und deren Verwendung. Unstimmigkeiten werden einer Delegation zur Entscheidung vorgelegt, gegen deren Urteil keine Revision möglich sei. Zu allen diesen Maßnahmen ergehen die entsprechenden Vollmachten; sollten den Delegierten keine vollständige und umfangreiche Aufstellung vorgelegt werden, werde der Wert auf Grundlage einer Schätzung vorgenommen.
4. Alle Dekrete zur Regulierung und zur Ausführung der Reformen werden Wir (hier ist der Papst persönlich gemeint, siehe Pluralis Majestatis) genehmigen und bestätigen. Wir werden die Normen und Regeln wiederherstellen und dieses zum Wohl des Heiligen Landes anwenden.